# Élections cantonales françaises de 1861
Des élections cantonales sont organisées en France les 15 et 16 juin 1861.